# Панамериканский чемпионат по дзюдо 1996
Панамериканский чемпионат по дзюдо 1996 года прошёл 16-21 октября в столице Пуэрто-Рико Сан-Хуане под эгидой Панамериканского союза дзюдо. Чемпионат был 21-м по счёту. Пятый раз подряд сильнейшими стали представители Кубы, которые на этом чемпионате завоевали 15 наград: 10 золотых, 3 серебряных и 2 бронзовых. Всего по ходу соревнований на пьедестал поднимались спортсмены из 12 стран.

## Медалисты

### Мужчины
| Категория   | Золото                       | Серебро                       | Бронза                                                              |
| ----------- | ---------------------------- | ----------------------------- | ------------------------------------------------------------------- |
| до 56 кг    | Фулвио Мията · Бразилия      | Эдгардо Каминос · Аргентина   | Кристобаль Абурто · Мексика Суиль Барраган · Венесуэла              |
| до 60 кг    | Маноло Пулот · Куба          | Александр Гарсиа · Бразилия   | Кардо Акуна · Мексика Бернардо Перес · Доминиканская Республика     |
| до 65 кг    | Израэль Планас · Куба        | Энрике Гимарайш · Бразилия    | Орландо Круз · Доминиканская Республика Клаудио Репетто · Аргентина |
| до 71 кг    | Себастьян Перейра · Бразилия | Ян Сагарра · Куба             | Даниэль Люсенти · Аргентина Жан-Пьер Кантин · Канада                |
| до 78 кг    | Габриэль Артеага · Куба      | Эрмагорес Манглес · Венесуэла | Хосе Мартинес · Пуэрто-Рико Флавиу Канту · Бразилия                 |
| до 86 кг    | Эльдемар Занол · Бразилия    | Брайан Олсон · США            | Хосе Геральдино · Доминиканская Республика Йосван Диспагне · Куба   |
| до 95 кг    | Аурелиу Мигел · Бразилия     | Анджел Санчес · Куба          | Умберто Терреро · Доминиканская Республика Джон Сербин · США        |
| свыше 95 кг | Хорхе Фис Кастро · Куба      | Фелипе Варгас · Бразилия      | Орландо Бассино · Аргентина Луис Теяда · Доминиканская Республика   |

### Женщины
| Категория   | Золото                       | Серебро                                     | Бронза                                                     |
| ----------- | ---------------------------- | ------------------------------------------- | ---------------------------------------------------------- |
| до 45 кг    | Консуэло Гонсалес · Куба     | Ана Барбон · Колумбия                       | Роселис Гуаракан · Венесуэла Ренат Силва · Бразилия        |
| до 48 кг    | Амарилис Савон · Куба        | Хиллари Вольф · США                         | Доминик Пилон · Канада Фернанда Пирес · Бразилия           |
| до 52 кг    | Каролина Мариани · Аргентина | Легна Вердесия · Куба                       | Аврора Кардона · Колумбия Вирнелис Борауре · Венесуэла     |
| до 56 кг    | Дриулис Моралес · Куба       | Даниэль Занграндо · Бразилия                | Эллен Вильсон · США Мари-Жоси Морню · Канада               |
| до 61 кг    | Кения, Родригес · Куба       | Элеукадия Варгас · Доминиканская Республика | Сиомара Гриффит · Венесуэла Кристиан Пармигиано · Бразилия |
| до 66 кг    | Сибелис Веранес · Куба       | Дульче Пина · Доминиканская Республика      | Росиклея Кампос · Бразилия Элизабет Копес · Аргентина      |
| до 72 кг    | Ники Дженкинс · Канада       | Сандра Бэчер · США                          | Регла Зулуета · Куба Францис Гомес · Венесуэла             |
| свыше 72 кг | Дайма Бельтран · Куба        | Кармен Чала · Эквадор                       | Кимберли Риблле · Канада Эстела Рилей · Панама             |

## Медальный зачёт
*   Принимающая страна (Пуэрто-Рико)
| Место           | Страна                   | Золото | Серебро | Бронза | Всего |
| --------------- | ------------------------ | ------ | ------- | ------ | ----- |
| 1               | Куба                     | 10     | 3       | 2      | 15    |
| 2               | Бразилия                 | 4      | 4       | 5      | 13    |
| 3               | Аргентина                | 1      | 1       | 4      | 6     |
| 4               | Канада                   | 1      | 0       | 4      | 5     |
| 5               | США                      | 0      | 3       | 2      | 5     |
| 6               | Доминиканская Республика | 0      | 2       | 5      | 7     |
| 7               | Венесуэла                | 0      | 1       | 5      | 6     |
| 8               | Колумбия                 | 0      | 1       | 1      | 2     |
| 9               | Эквадор                  | 0      | 1       | 0      | 1     |
| 10              | Мексика                  | 0      | 0       | 2      | 2     |
| 11              | Панама                   | 0      | 0       | 1      | 1     |
| 11              | Пуэрто-Рико*             | 0      | 0       | 1      | 1     |
| Всего стран: 12 | Всего стран: 12          | 16     | 16      | 32     | 64    |